# Tiara

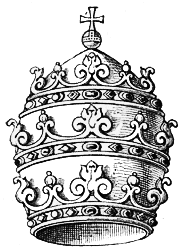
Papstkrone (Tiara)

Die Tiara (altgriechisch τιάρα tiára, lateinisch triregnum), Dreifachkrone, Papstkrone oder auch gelegentlich römische Krone genannt, ist die (früher) bei feierlichen Anlässen getragene Krone des Papstes.

## Geschichte

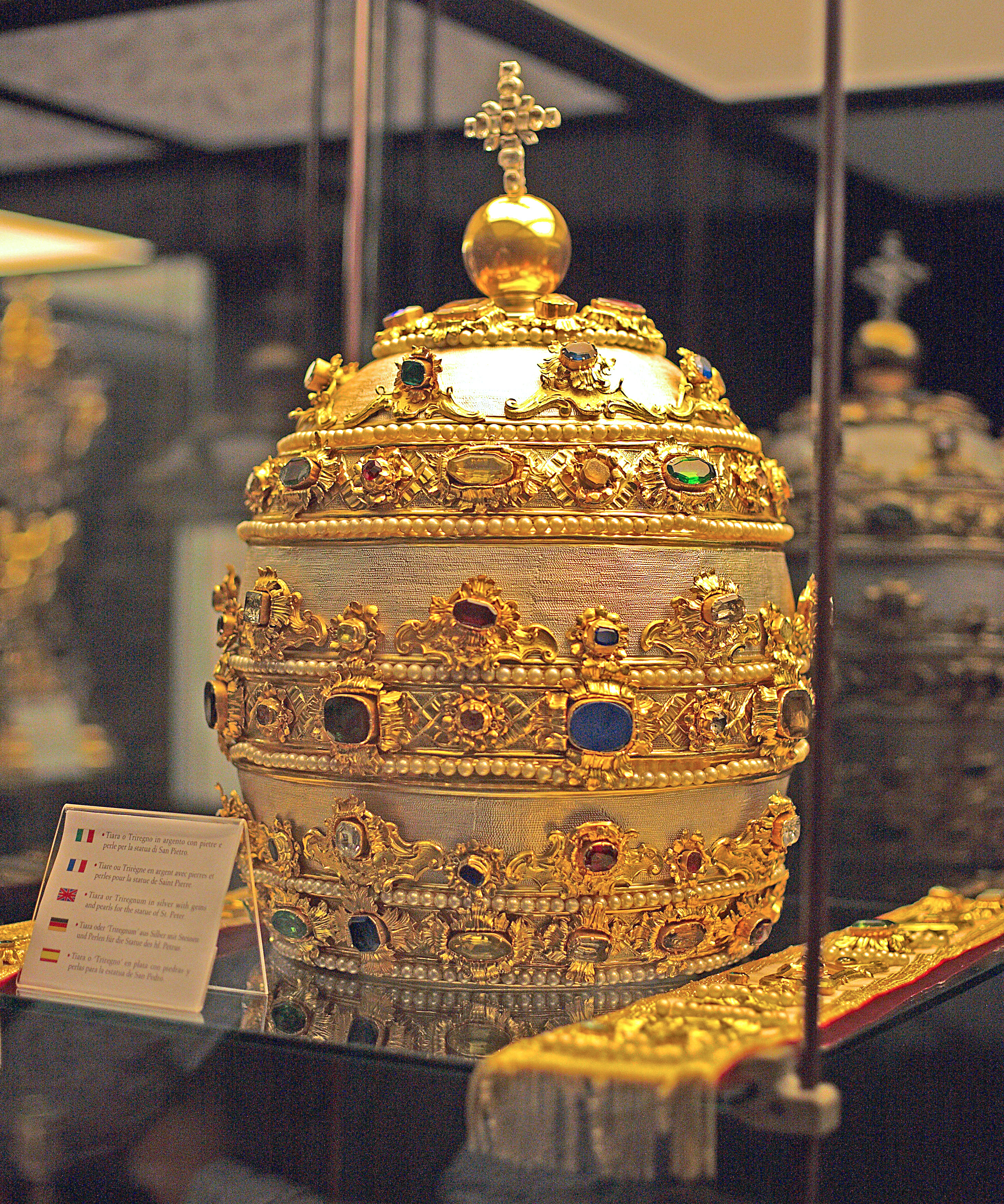
Tiara der Petrusstatue

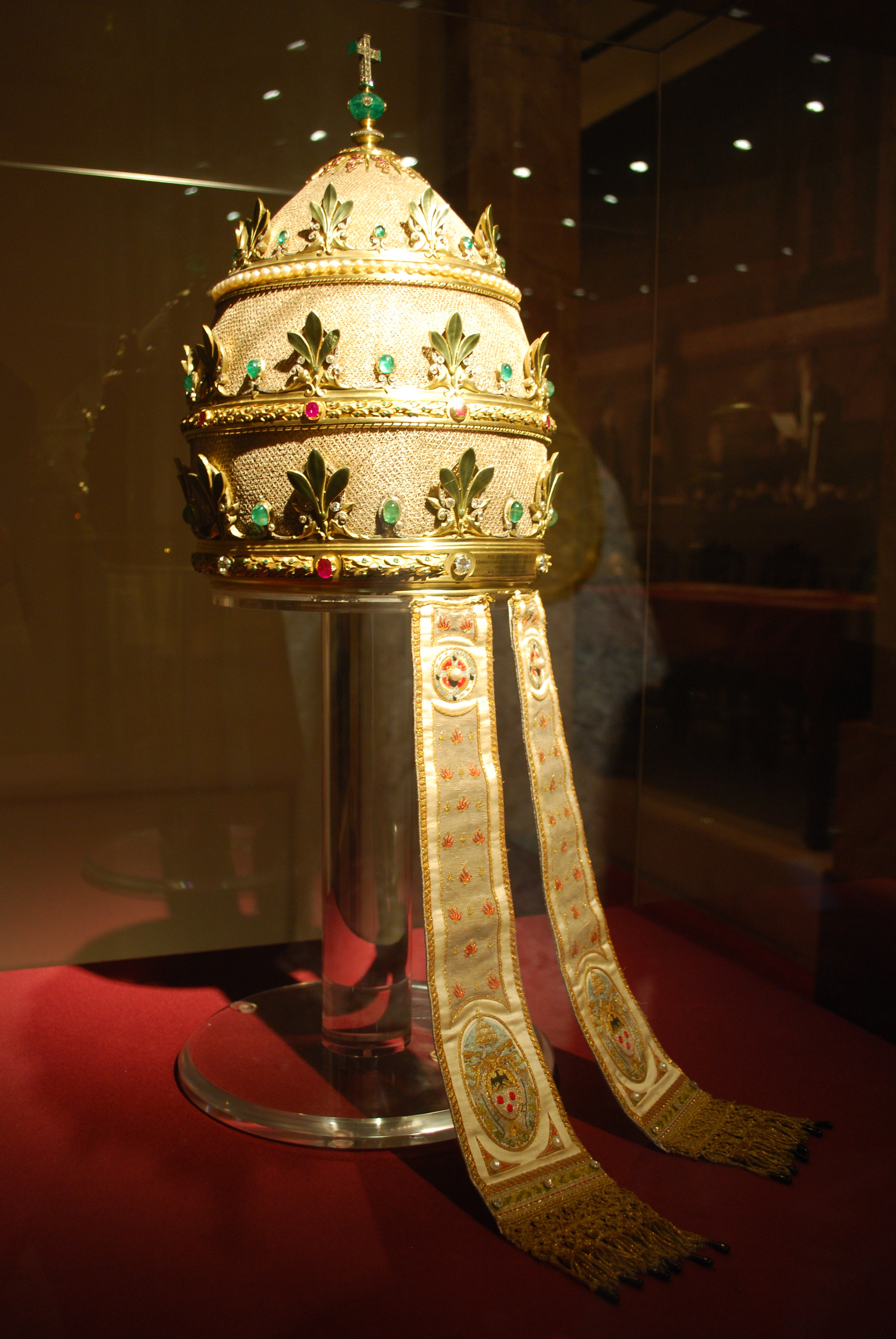
Tiara Pius’ XI.

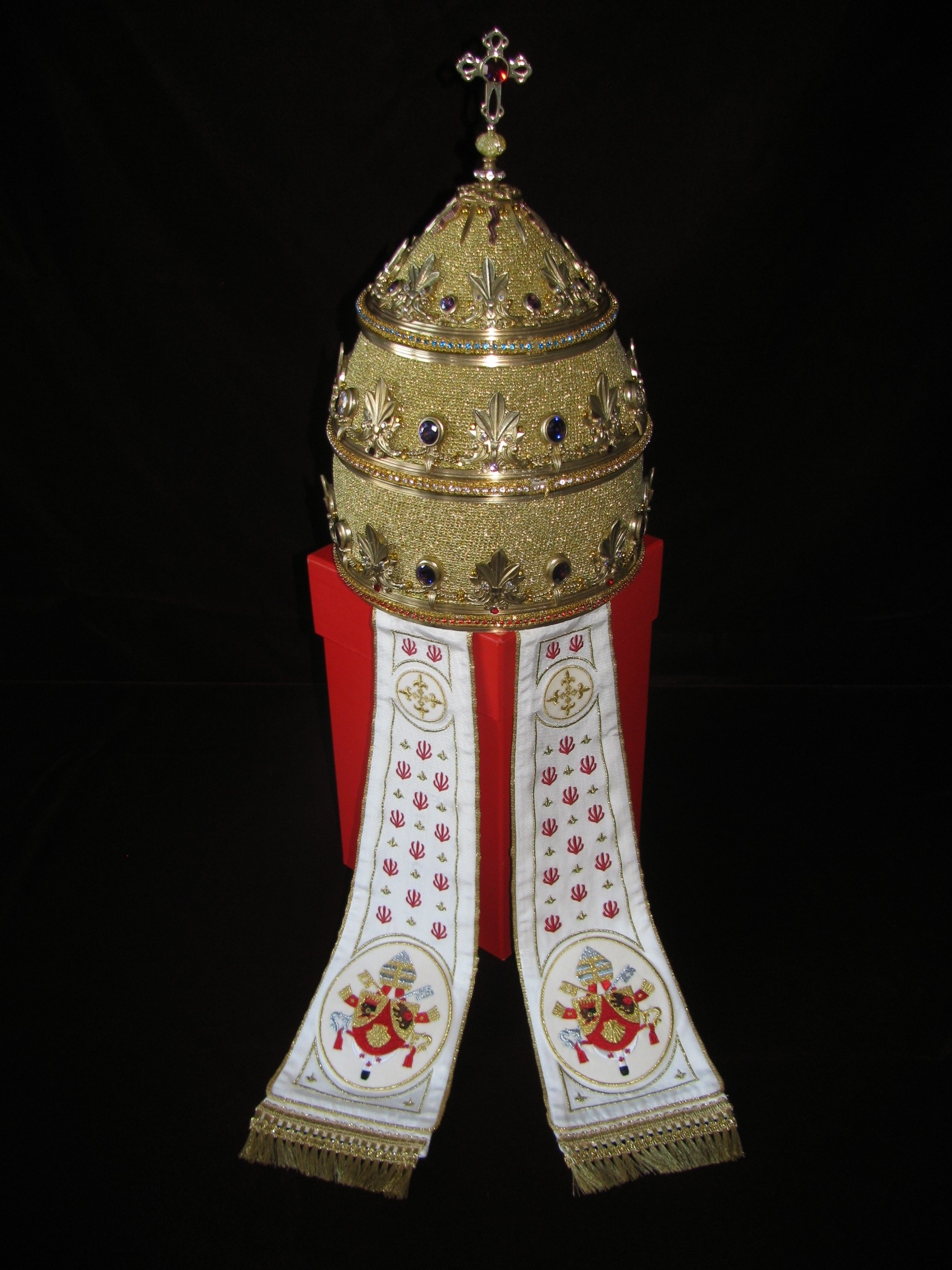
Die Papst Benedikt XVI. am 25. Mai 2011 geschenkte Tiara

In der (alt-)griechischen Literatur wird mit dem Wort τιάρα (tiara) eine „Kopfbedeckung der Perser, welche bes. bei feierlichen Gelegenheiten getragen zu sein scheint,“  bezeichnet. Platon beschreibt den persischen Großkönig als „ausstaffiert mit Tiara, Perlenkette und Krummschwert“. Der Ursprung der Übernahme liegt im byzantinischen Hofzeremoniell. Das phrygium bzw. frigium war aus Persien übernommen worden und angelehnt an die phrygische Mütze. Diese Vorform der Tiara war eine hohe, spitze oder kegelförmige Kopfbedeckung mit Goldreif der altpersischen Achämeniden (Perserkönige). Auch das camelaucum, ein Rangabzeichen hoher oströmischer Beamter, gilt als eine Vorform der Tiara (vgl. Camauro). Papst Silvester soll das ihm von Kaiser Konstantin angeblich angebotene Diadem abgelehnt haben.
Die ersten Papsthauben sind im 7./8. Jahrhundert nachzuweisen. Im 8. Jahrhundert wird eine camelaucum genannte Kopfbedeckung des Papstes Konstantin I. zum ersten Mal schriftlich erwähnt. Sie war weiß mit goldener Borte; dieser Rand wurde später zum Kronreif mit Zacken entwickelt. Kaum vor dem 9. Jahrhundert, oder gar erst um das 10. Jahrhundert kam der erste Kronreif hinzu, und gegen Ende des 13. Jahrhunderts besaß die Tiara bereits zwei Kronreife – so zu sehen auf dem Fresko in der Lateranbasilika, das die Verkündung des Heiligen Jahres 1300 durch Bonifaz VIII. zeigt. Mit drei Reifen, die vermutlich während des Exils in Avignon eingeführt wurden, ist erstmals die Tiara auf dem Grabmal des Papstes Benedikt XII. abgebildet. Auf der Rückseite waren zwei lose hängende Bänder, sogenannte Infuln, angebracht. Die drei Reife sollen die Hauptaufgaben des Papstamtes symbolisieren: Heiligen, Lenken und Lehren bzw. das Weiheamt, die Jurisdiktion und das Lehramt. In einer anderen Deutung symbolisieren sie die göttliche Dreifaltigkeit. Die Liturgiker sind sich darin einig, dass die Tiara eine außer-liturgische Kopfbedeckung des Papstes ist. Die Zeremonienbücher schreiben vor, dass der Papst die Tiara nur an bestimmten Tagen und an bestimmten Orten tragen darf, „niemals jedoch innerhalb der Kirche“, sondern nur außerhalb. Wenn der Papst die Kirche betritt, muss er die Tiara ablegen. Papst Innozenz III. (1198–1216) unterschied ganz klar: er trage die Mitra als Priester (pro sacerdotio) und zwar immer und überall, die Tiara dagegen zu bestimmten Anlässen als Herrscher (pro regno). Daran kann man ersehen, dass eine Deutung der dreifachen Krone als Symbol für die Einheit von Lehr-, Priester- und Hirtenamt verfehlt ist, denn dann müsste der Papst das Triregnum immer und überall tragen, vor allem aber, wenn er als Lehrer, Priester und Hirte bei der Heiligen Messe auftritt, was nie der Fall war.
Der Reichsapfel und das Kreuz kamen im 16. Jahrhundert dazu. Die Tiaren wurden den Päpsten meist von ihrer Heimatdiözese geschenkt.
Die Übergabeformel bei der Krönung mit der Tiara entstand nach 1560. Sie lautet übersetzt:

„Empfange die dreifache Krone und vergiss nie, dass Du Vater der Fürsten und Könige bist, das Haupt der Welt und der Statthalter Jesu Christi, […]“

In den Vatikanischen Museen befinden sich nur Papstkronen aus der Zeit nach der Besetzung des Kirchenstaates durch Napoleon. Aus Bruchstücken zerstörter älterer Tiaren wurde für Papst Pius VII. eine neue gefertigt, die dieser anlässlich der Kaiserkrönung Napoleons 1804 tragen musste. Seit dem Ende des Kirchenstaates 1870 bestand eine zunehmende Unsicherheit über die richtige Zuordnung der Tiara. Die Papstkrone hatte keine liturgische und keine eigentlich theologische Bedeutung, sondern diente als Symbol der Unterscheidung des Papsttums von den geistlichen und weltlichen Fürsten sowie insbesondere der beanspruchten Überordnung der geistlichen Gewalt über die weltliche durch die Anbringung der drei Kronen.
Papst Paul VI. war 1963 der letzte Papst, der sich traditionell mit der Tiara zum Papst krönen ließ. Er stiftete seine modern gestaltete Tiara (Designer Valerio Vigorelli), ein Geschenk seiner Diözese Mailand zu seiner Papstkrönung, bereits im November 1964 während des Zweiten Vatikanischen Konzils zugunsten armer Menschen in sozialen Brennpunkten der Stadt Rom. Diese bislang letzte getragene Tiara wird in der Basilika der Unbefleckten Empfängnis von Washington, D.C. aufbewahrt als Dank an US-amerikanische Katholiken für ihre Wohltätigkeit in der Dritten Welt. 
Die beiden Nachfolger Johannes Paul I. und Johannes Paul II. ließen sich zwar nicht mehr mit der Tiara krönen, führten sie aber weiterhin im Wappen. Erst Benedikt XVI. ersetzte – unter dem Einfluss des kirchlichen Heraldikers Andrea Cordero Lanza di Montezemolo – auch im persönlichen Papstwappen die Tiara durch eine Mitra mit drei goldenen Querstreifen. Diese erinnert an jene Mitra, die Papst Paul VI. beim Abschluss des Zweiten Vatikanischen Konzils 1965 trug. Die Standarte der Schweizergarde zeigte allerdings Benedikts Wappen mit der Tiara bekrönt. Es blieb jedoch weiterhin üblich, dass Päpste Tiaren als Geschenke erhielten, so auch Johannes Paul II., Benedikt XVI. und Franziskus.
Die Tiara ist heute noch Bestandteil des Wappens des Heiligen Stuhles und des Vatikanstaates. Die Statue des Hl. Petrus im Petersdom wird am 29. Juni, dem Fest des Apostelfürsten, sowie am 22. Februar, dem Fest der Kathedra, weiterhin alljährlich mit einer prunkvollen Tiara gekrönt. Diese Tiara Petri ist als einzige noch in Gebrauch.

### Ehemalige Tiaren
Bis zum Sacco di Roma 1527 hatten sich ein Dutzend Tiaren angesammelt, die damals alle geraubt wurden, bis auf die Tiara von Julius II. (Amtszeit 1503–1513), die später von Gregor XIII. (Amtszeit 1572–1585) mit Smaragden geschmückt wurde. Im Lauf der Zeit kamen dann folgende Tiaren hinzu:
- Die Tiara von Paul III. (Amtszeit 1534–1549) wurde „aus dem Golde und den Edelsteinen gefertigt, die man im Mausoleum von Maria, Tochter von Stilicho und Frau des römischen Kaisers Flavius Honorius, gefunden hatte.“[8]
- Tiara von Clemens VIII. (Amtszeit 1592–1605).[8]
- Tiara von Urban VIII. (Amtszeit 1623–1644).[8]

Diese vier Tiaren existierten, als 1798 unter Pius VI. (Amtszeit 1775–1799) der Kirchenstaat von französischen Truppen erobert und die Römische Republik geschaffen wurde. Die Smaragde aus der Tiara Julius’ II. gelangten in die Sammlung des naturhistorischen Museums in Paris und wurden für die Napoleon-Tiara verwendet.

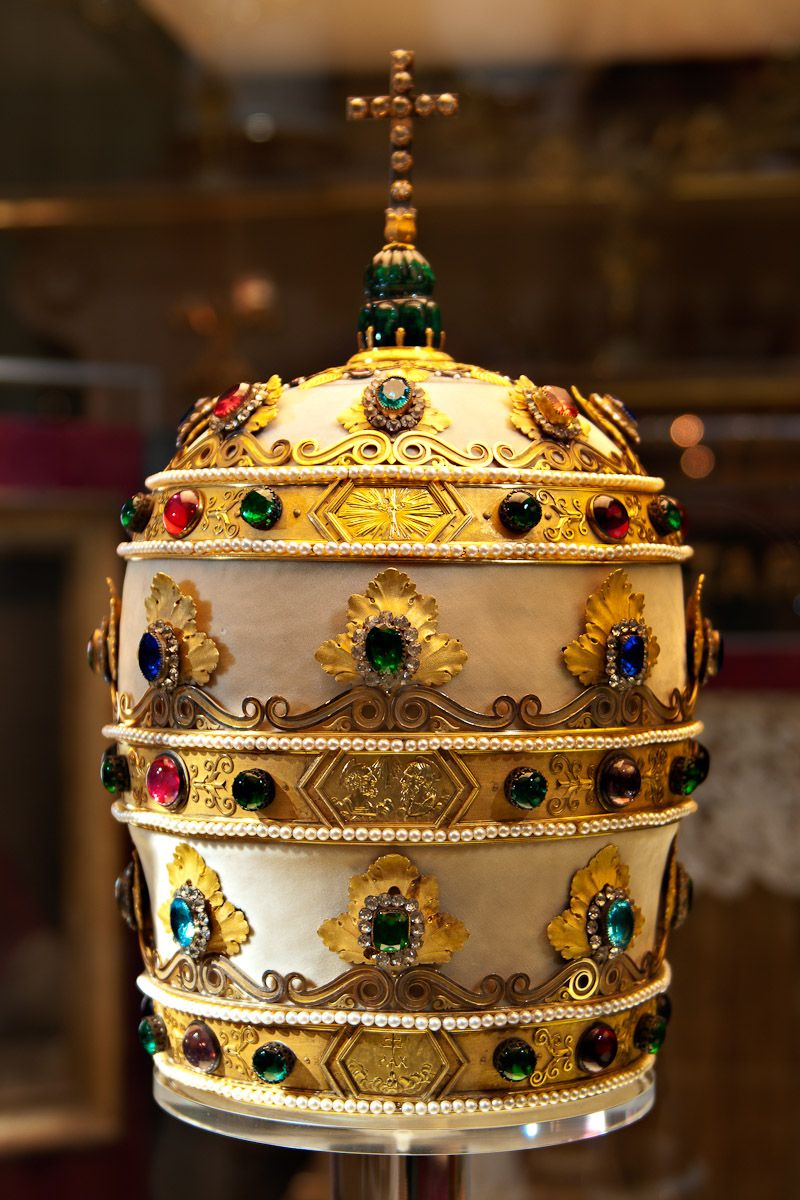
Tiara Pius VII. (Napoleon-Tiara)
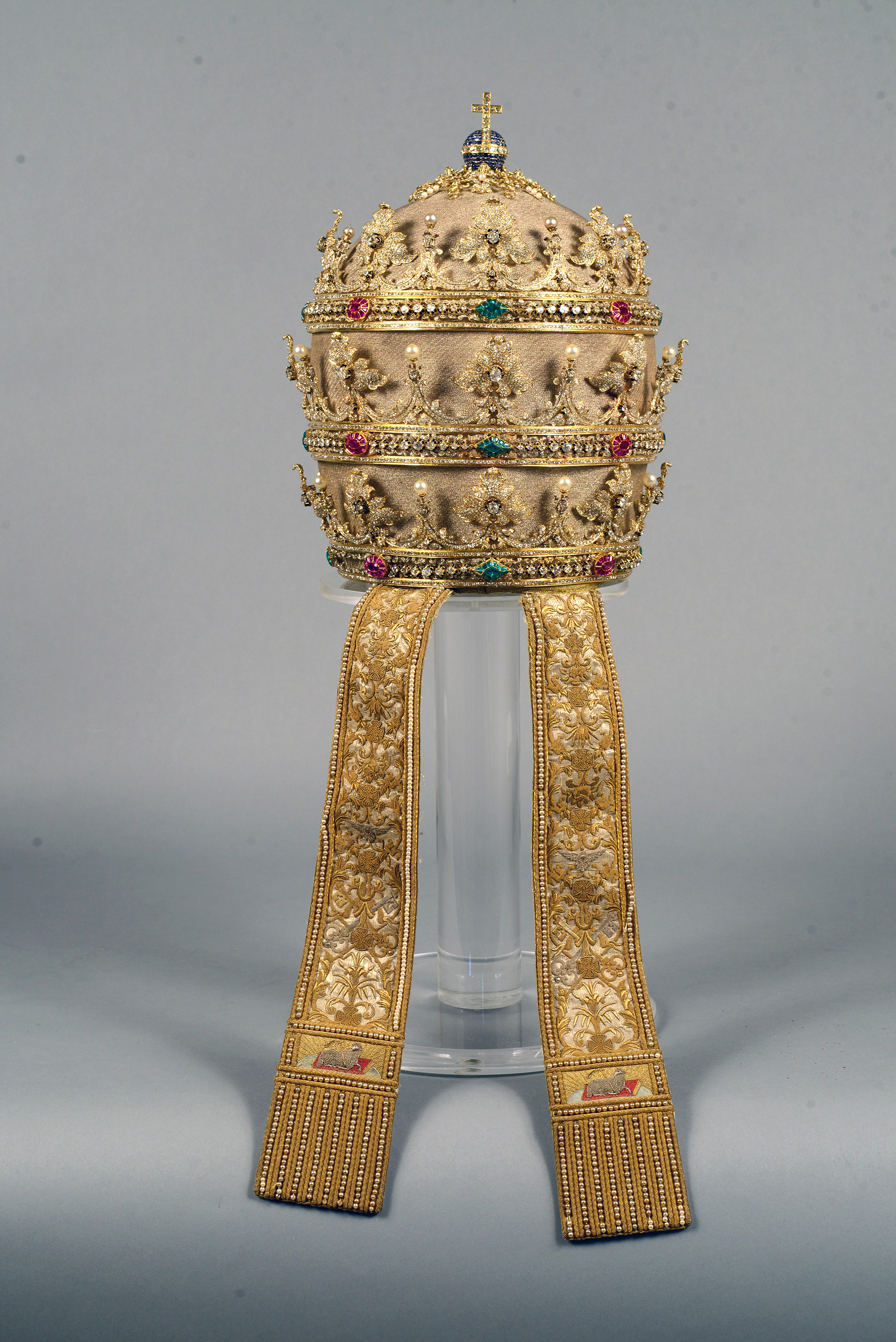
Tiara Pius IX.
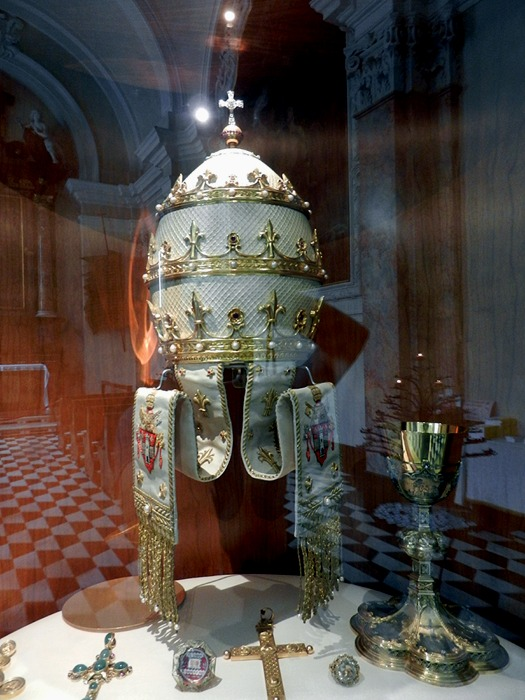
Tiara Johannes XXIII.
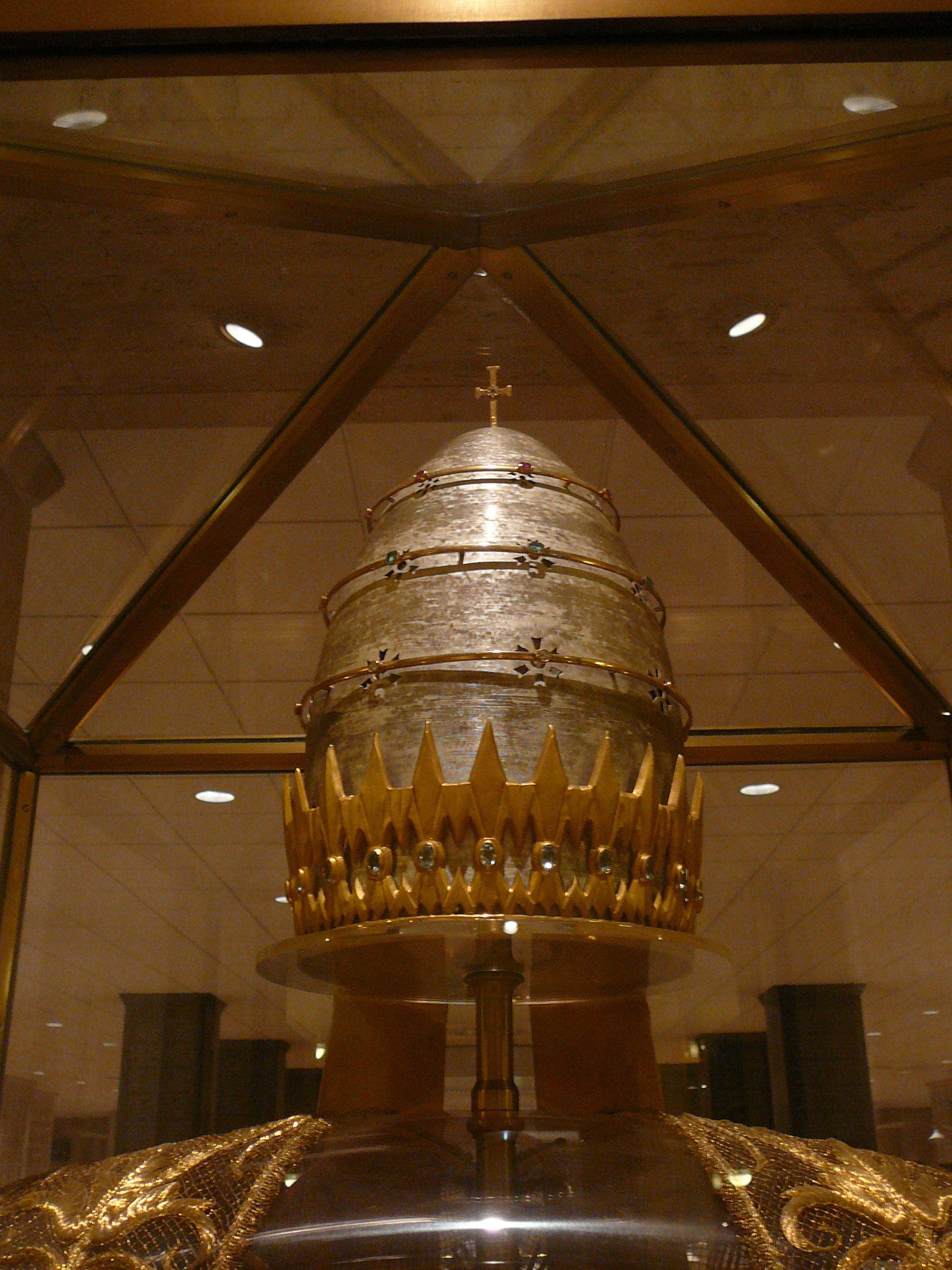
Tiara Pauls VI.
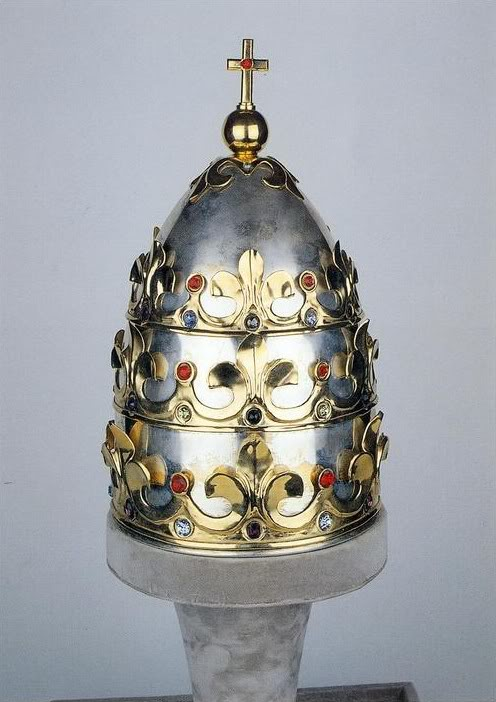
Tiara Johannes Pauls II.

## Darstellung
Päpste wurden in der Kunst fast ausschließlich mit der Tiara abgebildet, da Bischöfe mit der Mitra dargestellt wurden. Auch der Heilige Petrus findet sich oft mit der dreifachen Tiara auf dem Haupt in der Kirchenkunst wieder. Anschauliches Beispiel hierfür ist die überlebensgroße Petrusstatue auf dem Hochaltar von St. Peter in München.

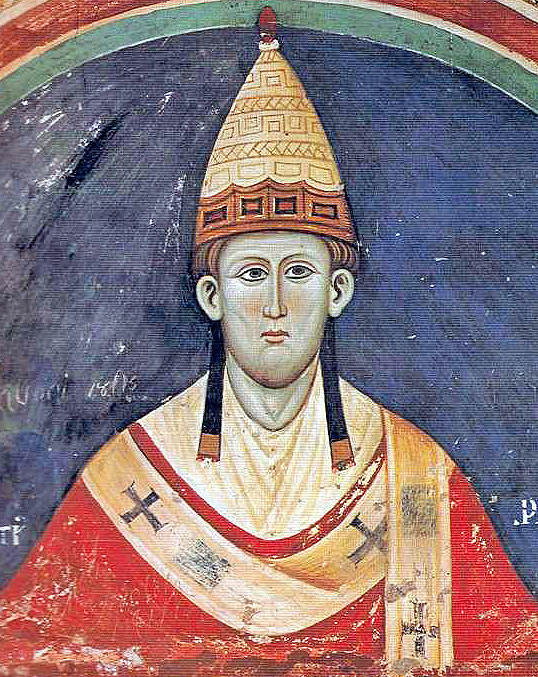
Papst Innozenz III., Tiara nur mit Infuln
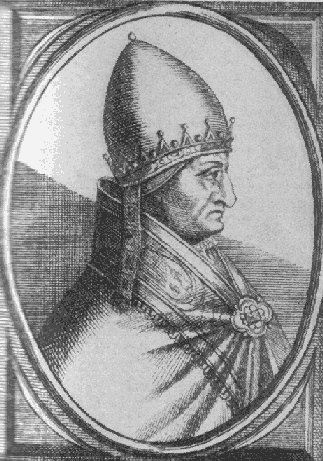
Papst Gregor X., Tiara mit einfachem Kronreif
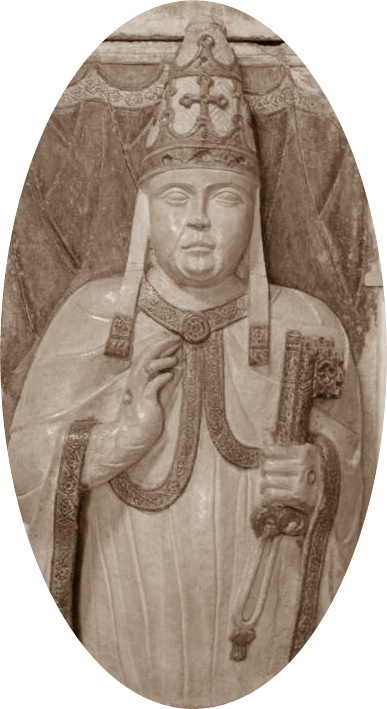
Papst Benedikt XII., Tiara mit doppeltem Kronreif
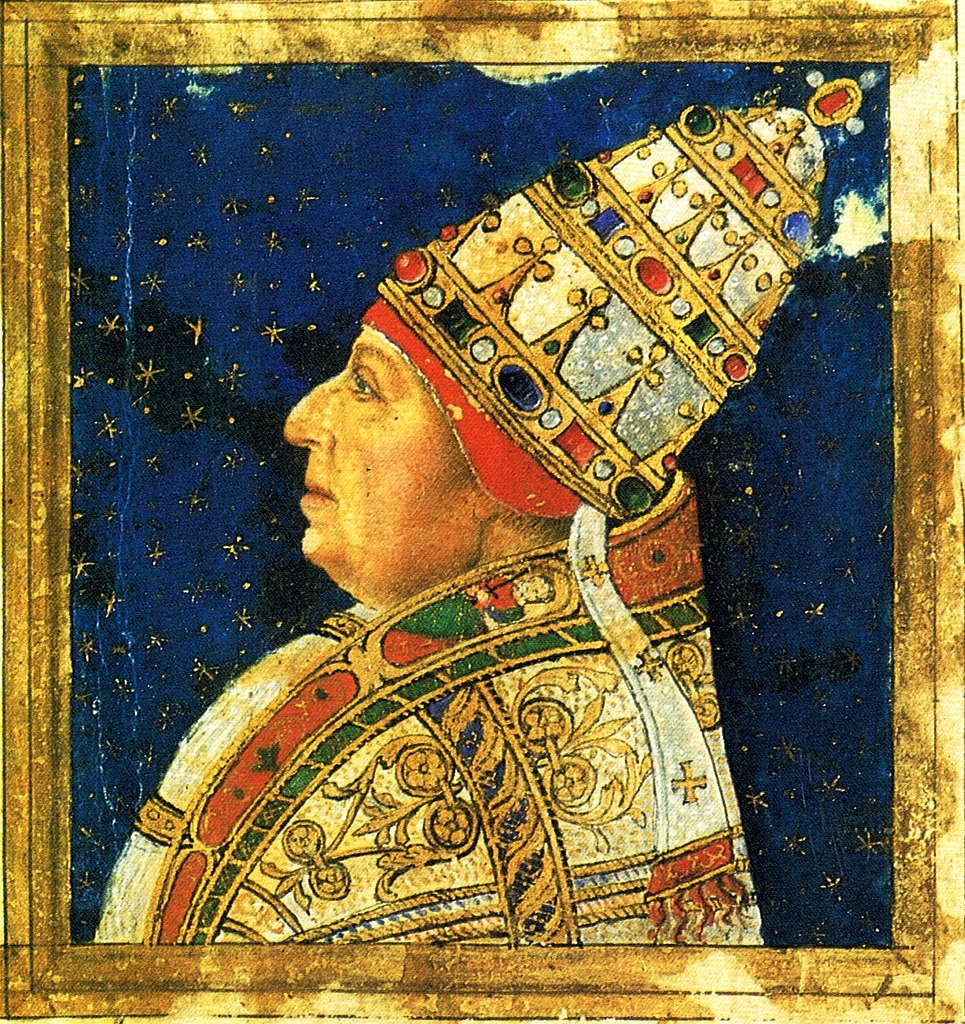
Papst Alexander VI., Tiara mit dreifachem Kronreif

## Verschiedenes

Bestandteile von Papstwappen: Tiara und Schlüssel Petri

Papst Johannes Paul II. wurde 1981 eine Tiara geschenkt, die aber nie von ihm getragen wurde. Sein Nachfolger, Benedikt XVI., erhielt während einer Generalaudienz am 11. Mai 2011 von einer Delegation katholischer und orthodoxer Gläubiger eine eigens für ihn angefertigte Tiara überreicht. Papst Franziskus erhielt am 16. Mai 2016 durch den Präsidenten des Parlaments der Republik Mazedonien, Trajko Veljanov, eine Tiara überreicht, die von Nonnen des St.-Georg-Klosters in Rajčica am Debarsee angefertigt worden war.
Die wohl bekannteste Tiara ist die von Pius IX. Sie wurde am häufigsten getragen und bis zur Krönungszeremonie von Johannes XXIII. als Krönungstiara verwendet. Besonders durch Pius XII., der ausschließlich diese Tiara trug, wurde sie durch zahlreiche Fotografien weltberühmt. Diese Tiara ist auch die einzige, die bislang nördlich der Alpen ausgestellt war.
Während der gesamten Sitzungsperioden des II. Vatikanums war die Petrusstatue im Petersdom zu Rom mit der Tiara gekrönt sowie in einen prunkvollen, purpurnen Rauchmantel gehüllt. Johannes XXIII. als Konzilsvater verzichtete im Gegensatz zum Konzilsvater Pius IX. (I. Vatikanum) bei der Eröffnung des Konzils auf die Tiara als Symbol der Macht; er trug stattdessen eine seiner päpstlichen Mitren und präsentierte sich damit als Hirte der Kirche.
Neben dem römischen Papst führt auch der katholische Patriarch von Lissabon seit dem 18. Jahrhundert die Tiara im Wappen, selbstverständlich ohne die Schlüssel Petri. Heute wird sie nur im Wappen des Patriarchats, nicht im persönlichen Wappen des amtierenden Patriarchen gezeigt.

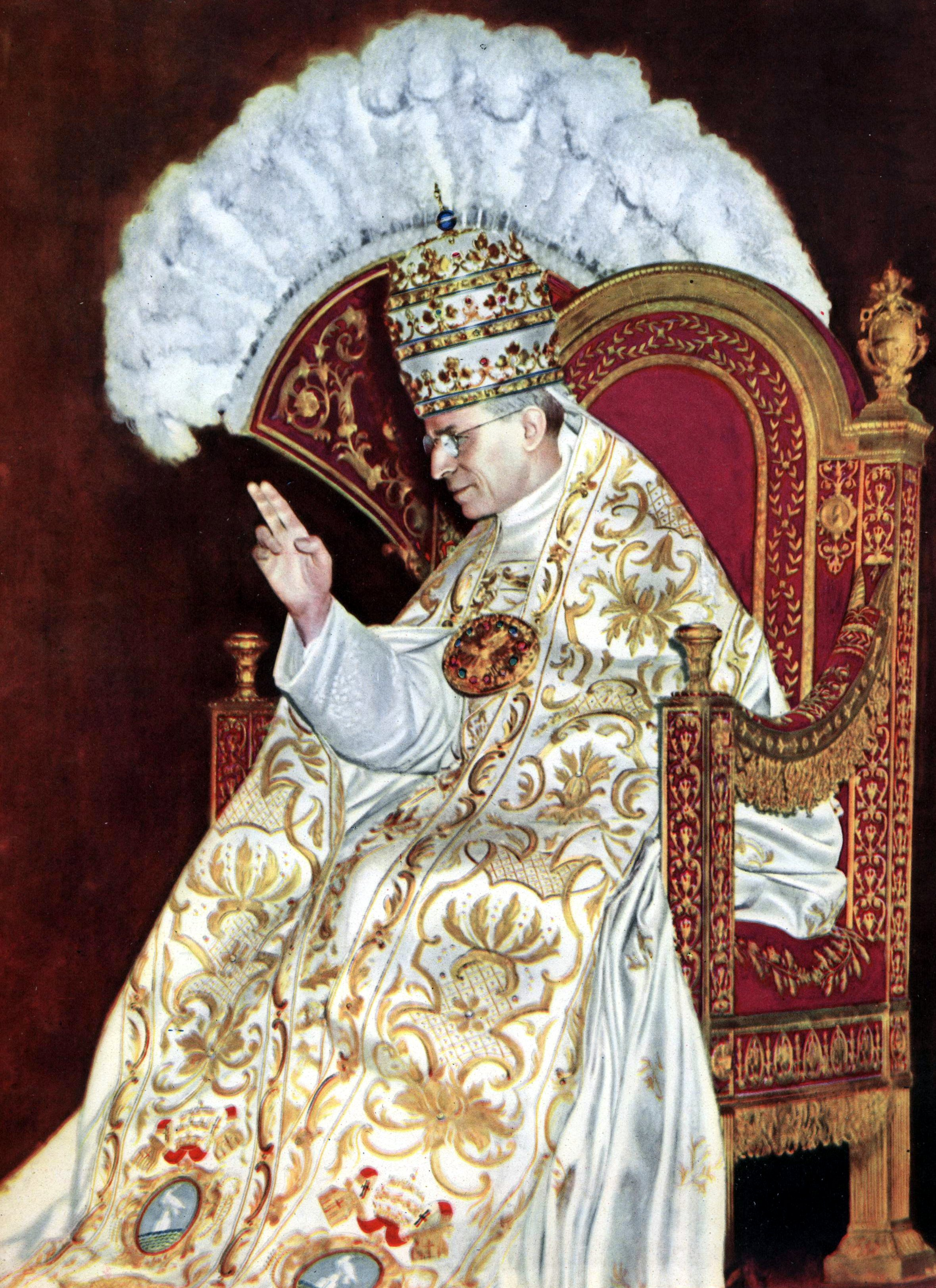
Pius XII. mit Tiara auf der Sedia gestatoria, dahinter Flabelli

Bei Krönungen und anderen feierlichen Anlässen wurde der Papst, mit einer Tiara bekrönt, von acht oder zwölf Sediari pontifici (päpstlichen Sänftenträgern) auf der Sedia gestatoria, einem Thronsessel, getragen, während dem unter schweren Gewändern sitzenden Pontifex von der Seite mit Flabelli, Fächern aus weißen Federn, in der römischen Hitze frische Luft zugefächelt wurde.